# 21 april
21 april är den 111:e dagen på året i den gregorianska kalendern (112:e under skottår). Det återstår 254 dagar av året.

## Återkommande bemärkelsedagar

### Helgdagar
- Påskdagen firas i västerländsk kristendom för att högtidlighålla Jesu återuppståndelse efter korsfästelsen, åren 1805, 1867, 1878, 1889, 1935, 1946, 1957, 2019, 2030, 2041, 2052.

### Flaggdagar
- Danmark: Prinsessan Isabellas födelsedag

### Övriga
- Bahá'íer: Inledning på Ridván (religiös fest, som pågår till 2 maj, till minne av att Bahá'u'lláh grundade religionen i Ridvánträdgården utanför Bagdad vid denna tid 1863)
- Rastafari: Grounation Day firas till minne av att Haile Selassie besökte Jamaica denna dag 1966

## Namnsdagar

### I den svenska almanackan
- Nuvarande – Anneli och Annika
- Föregående i bokstavsordning
  - Anneli – Namnet infördes 1986 på 4 februari. 1993 flyttades det till dagens datum och har funnits där sedan dess.
  - Annevi – Namnet infördes på dagens datum 1986, men utgick 1993.
  - Annika – Namnet infördes 1986 på 7 augusti. 1993 flyttades det till dagens datum och har funnits där sedan dess.
  - Annvor – Namnet infördes på dagens datum 1986, men utgick 1993.
  - Anselm – Namnet infördes, i formen Anshelm på dagens datum 1700, till minne av biskopen Anselm av Canterbury, som avled denna dag 1109. Sedan formen 1901 hade ändrats till Anselm fanns namnet kvar på dagens datum fram till 1993, då det flyttades till 4 februari.
- Föregående i kronologisk ordning
  - Före 1700 – ?
  - 1700–1900 – Anshelm
  - 1901–1985 – Anselm
  - 1986–1992 – Anselm, Annevi och Annvor
  - 1993–2000 – Anneli och Annika
  - Från 2001 – Anneli och Annika
- Källor
  - Brylla, Eva (red.): Namnlängdsboken, Norstedts ordbok, Stockholm, 2000. ISBN 91-7227-204-X
  - af Klintberg, Bengt: Namnen i almanackan, Norstedts ordbok, Stockholm, 2001. ISBN 91-7227-292-9

### Finlandssvenska almanackan
- Nuvarande från 1973[1] – Camilla
- I föregående revideringar[a][2]
  - 1929–1949 – Anselm
  - 1950–1972 – Freja

## Händelser
- 753 f.Kr. – Enligt legenden grundas staden Rom denna dag av tvillingbröderna Romulus och Remus. Staden får sitt namn efter Romulus, som också blir dess förste kung. Det romerska kungariket varar fram till 509 f.Kr., då Rom istället blir republik. När riket vid Kristi födelse blir kejsardöme är det Medelhavets ledande stormakt och omfattar så småningom allt land runt hela Medelhavet.
- 1509 – Vid Henrik VII:s död efterträds han som kung av England och herre över Irland av sin son Henrik VIII.
- 1526 – Den turkmongoliske härföraren Babur leder en armé på 13–15 000 moguler till seger över Delhisultanatets styrkor på 30–40 000 soldater, ledda av Ibrahim Lodhi (som stupar i slaget), i slaget vid Panipat. Mogulernas seger leder till att de kan annektera Delhisultanatet och grunda Mogulriket.
- 1612 – Den svenske kungen Karl IX begravs i Strängnäs domkyrka, ett halvår efter sin död. Hans son och efterträdare Gustav II Adolf var vid trontillträdet den 30 oktober året före endast 16 år, men blev myndigförklarad den 26 december samma år.
- 1703 – En svensk styrka på 3 000 man, ledd av Karl XII, besegrar en sachsisk här på 3 500 man, ledd av Adam Heinrich von Steinau, i slaget vid Pułtusk. De svenska förlusterna uppgår till omkring 70 stupade, medan de sachsiska uppgår till 200 döda och 800 sårade.
- 1734 – Den danske bonden Jerk Lassen hittar ett guldhorn från järnåldern, när han håller på att gräva vid Gallehus, norr om Møgeltønder på Sønderjylland. Ett liknande horn har funnits i närheten nära ett sekel tidigare (1639) och de kommer därmed att kallas Gallehushornen. De räknas som danska nationalklenoder, men blir 1802 stulna och nersmälta av en guldsmed. Efter andra världskriget lyckas man, utefter avteckningar av hornen, gjuta två kopior, som numera är utställda på Nationalmuseet i Köpenhamn.
- 1849 – Hedemora i Dalarna drabbas under natten till den 22 april av en stadsbrand, där 33 gårdar brinner ner. Detta leder till att man beslutar att i staden inrätta ett ”spruthus”, men det dröjer nästan 20 år (till 1868) innan Hedemora får en riktig brandkår.
- 1918 – Den tyske stridsflygaren Manfred von Richthofen, som efter sina stora framgångar i första världskrigets luftstrider och sitt rödmålade flygplan har blivit känd som Röde baronen, blir nedskjuten och dödad i en luftstrid mot brittiskt flyg. Kaptenen Arthur ”Roy” Brown tar åt sig äran av att ha skjutit ner britternas nemesis och får som belöning ett Victoriakors, ett eget flygplan och 5 000 pund, men numera anser historikerna, att det troligtvis var australiern Cedric Popkin som från marken sköt ner Richthofen.
- 1960 – Brasiliens nya huvudstad Brasília invigs efter en byggtid på 3,5 år. Redan i slutet av 1800-talet har man haft planer på att ersätta den befintliga huvudstaden Rio de Janeiro med en ny inåt landet, men det är först i slutet av 1950-talet, som byggplanerna har fått konkret form.
- 1967 – En grupp överstar, ledda av Georgios Papadopoulos, genomför en statskupp i Grekland, genom vilken de tar makten i landet och senare samma år tvingar kung Konstantin II med familj i landsflykt. Överstarnas junta gör Grekland till diktatur, som varar till sommaren 1974, då den störtas efter en misslyckad statskupp på Cypern.
- 1990 – Utrikesministrarna i Europeiska gemenskapernas tolv medlemsstater riktar en gemensam vädjan till Sovjetunionen att den sovjetiska ekonomiska blockaden mot Litauen ska upphöra. Sovjet har infört blockaden sedan Litauen den 11 mars har utropat sin självständighet från Sovjetunionen, men det dröjer till den 6 september 1991, då Sovjet erkänner Litauens självständighet, innan blockaden upphör.
- 2001 – Under ett Manchesterderby genomför Roy Keane en omtalad tackling på Alf-Inge Håland, som skadar den senare allvarligt. Keane visas ut.
- 2019 – Bombningarna i Sri Lanka under påsken 2019 inleds.

## Födda
- 1488 – Ulrich von Hutten, tysk humanist
- 1555 – Ludovico Carracci, italiensk målare
- 1619 – Jan van Riebeeck, nederländsk kolonisatör
- 1644 – Conrad Reventlow, dansk statsman och adelsman, Danmarks storkansler 1699–1708
- 1671 – John Law, skotsk-fransk nationalekonom
- 1774 – Jean Baptiste Biot, fransk fysiker
- 1795 – Vincenzo Pallotti, italiensk romersk-katolsk präst och helgon, grundare av Pallottinerorden
- 1801 – Robert Francis Withers Allston, amerikansk demokratisk politiker, guvernör i South Carolina 1856–1858
- 1815 – Louise Rasmussen, dansk skådespelare, dansk regentgemål 1850–1863 (gift morganatiskt med Fredrik VII)
- 1816
  - Charlotte Brontë, brittisk författare
  - Louis Wigfall, amerikansk politiker och general, senator för Texas 1859–1861 och för samma delstat i Amerikas konfedererade stater (CSA) 1862–1865
- 1828 – Hippolyte Taine, fransk filosof och litteraturhistoriker
- 1837 – Fredrik Bajer, dansk politiker, mottagare av Nobels fredspris 1908
- 1840 – Johan Eneroth, svensk jurist, kronofogde och riksdagsman
- 1851 – Sílvio Romero, brasiliansk författare
- 1864 – Max Weber, tysk sociolog och nationalekonom
- 1875 – Johan Eklöf, svensk skådespelare
- 1882 – Percy W. Bridgman, amerikansk fysiker, mottagare av Nobelpriset i fysik 1946
- 1884 – Willi Wells, dansk revyskådespelare
- 1889 – Paul Karrer, schweizisk kemist, mottagare av Nobelpriset i kemi 1937
- 1891 – Olav Riégo, svensk skådespelare
- 1893 – Walter Christaller, tysk geograf och ekonom
- 1903 – Hans Hedtoft, dansk politiker, Danmarks statsminister 1947–1950 och 1953–1955
- 1904 – Odilo Globocnik, tysk nazistisk politiker och SS-Obergruppenführer
- 1911 – Zilas Görling, svensk jazzmusiker, tenorsaxofonist och kompositör
- 1915 – Anthony Quinn, mexikansk-amerikansk skådespelare
- 1919 – Don Cornell, amerikansk sångare
- 1921 – Krister Stendahl, svensk luthersk teolog och professor, biskop i Stockholms stift 1984–1988
- 1922 – Alistair MacLean, brittisk författare
- 1924 – Elsa-Marianne von Rosen, svensk balettdansös, koreograf och skådespelare
- 1926
  - Elizabeth II av Storbritannien, regerande drottning av Storbritannien 1952–2022
  - Tord Peterson, svensk skådespelare
- 1930 – Silvana Mangano, italiensk skådespelare
- 1937 – Finn Nielsen, dansk skådespelare
- 1938 – Eraldo Pizzo, italiensk vattenpolospelare
- 1941 – David L. Boren, amerikansk demokratisk politiker, guvernör i Oklahoma 1975–1979 och senator för samma delstat 1979–1994
- 1942 – Roland Wallstén, svensk bildkonstnär.
- 1945 – Tomas Bolme, svensk skådespelare
- 1947 – James Newell Osterberg, amerikansk musiker, sångare och skådespelare med artistnamnet Iggy Pop
- 1948 – Klas ”Klasse” Möllberg, svensk artist, sångare och skådespelare
- 1951
  - Tony Danza, amerikansk skådespelare och musiker
  - Jean-Pierre Dardenne, belgisk filmregissör
- 1955 – Sergej Katanandov, rysk politiker, Karelska republikens premiärminister 1998–2002 och president 2002–2010
- 1958 – Andie MacDowell, amerikansk skådespelare och fotomodell
- 1959
  - Juha Kankkunen, finländsk rallyförare
  - Jens Orback, svensk journalist och socialdemokratisk politiker, Sveriges demokrati-, storstads-, integrations- och jämställdhetsminister 2004–2006
  - Robert Smith, brittisk musiker, sångare och låtskrivare, medlem i gruppen The Cure
- 1962 – Göran Fritzson, svensk musiker, klaviaturspelare i gruppen Gyllene Tider
- 1964
  - Johan Bergman, svensk regissör, scenograf och barnskådespelare
  - Ludmila Engquist, rysk-svensk friidrottare, OS-guld 1996, bragdmedaljör
  - Ahmed Radhi, irakisk fotbollsspelare
- 1965
  - Ed Belfour, kanadensisk ishockeymålvakt
  - Kari Kulmala, finländsk politiker
- 1969 – Toby Stephens, brittisk skådespelare
- 1971 – Eric Mabius, amerikansk skådespelare
- 1972
  - Petra Hultgren, svensk skådespelare, vinnare av Fröken Sverige-tävlingen 1995
  - Narges Mohammadi, iransk människorättsaktivist, mottagare av Nobels fredspris 2023
  - Severina Vučković, kroatisk popsångare med artistnamnet Severina
- 1974 – Sigge Eklund, svensk  författare, internetentreprenör, radio- och TV-producent
- 1979
  - Tobias Linderoth, svensk fotbollsspelare
  - James McAvoy, brittisk skådespelare
- 1980 – Vincent Lecavalier, kanadensisk ishockeyspelare
- 1982 – Pontus Petterström, svensk ishockeyspelare
- 1986 – Alexander Edler, svensk ishockeyspelare
- 1988 – Robbie Amell, kanadensisk skådespelare
- 1991 – Kenza Zouiten, svensk bloggare
- 2007 – Isabella, dansk prinsessa, dotter till det danska kronprinsparet Frederik och Mary

## Avlidna
- 1073 – Alexander II, påve sedan 1061
- 1109 – Anselm, omkring 76, italiensk teolog, filosof och helgon, ärkebiskop av Canterbury sedan 1093 och en av skolastikens grundare
- 1142 – Pierre Abélard, omkring 63, fransk filosof och teolog
- 1509 – Henrik VII, 52, kung av England sedan 1485
- 1644 – Torsten Stålhandske, 50, svensk militär
- 1699 – Jean Racine, 59, fransk författare
- 1736 – Eugen av Savojen, 72, österrikisk adelsman och general
- 1816 – Johan af Puke, 65, svensk greve, sjömilitär och En av rikets herrar
- 1847 – Friedrich von Gärtner, 54, tysk arkitekt
- 1870 – Lars Stenbäck, 58, finländsk präst, professor och skald
- 1894 – James W. Throckmorton, 69, amerikansk demokratisk politiker, guvernör i Texas 1866–1867
- 1898 – Edward C. Walthall, 67, amerikansk general och demokratisk politiker, senator för Mississippi 1885–1894 och sedan 1895
- 1905 – Orville H. Platt, 77, amerikansk republikansk politiker och jurist, senator för Connecticut sedan 1879
- 1909 – David Turpie, 80, amerikansk demokratisk politiker, senator för Indiana 1863 och 1887–1899
- 1910 – Samuel Langhorne Clemens, 74, amerikansk reporter, tidningsman och författare med pseudonymen Mark Twain
- 1912 – Siri von Essen, 61, finlandssvensk skådespelare
- 1918 – Manfred von Richthofen, 25, tysk stridspilot med smeknamnet Röde baronen (stupad)
- 1924 – Eleonora Duse, 65, italiensk skådespelare
- 1925 – Jean Grafström, 66, svensk operasångare och skådespelare
- 1926 – Alva Garbo, 22, svensk skådespelare
- 1937 – James Gillett, 76, amerikansk republikansk politiker, guvernör i Kalifornien 1907–1911
- 1938 – August Ander, 69, svensk lantbrukare och liberal politiker
- 1945 – Walter Model, 54, tysk militär, generalfältmarskalk
- 1946 – John Maynard Keynes, 62, brittisk nationalekonom, filosof och sannolikhetsteoretiker
- 1965 – Edward Victor Appleton, 72, brittisk fysiker, mottagare av Nobelpriset i fysik 1947
- 1966 – Sepp Dietrich, 73, tysk pansargeneral och SS-Oberstgruppenführer
- 1972 – Fritiof Billquist, 70, svensk skådespelare och författare
- 1977 – Gummo Marx, 83, amerikansk skådespelare, en av Bröderna Marx
- 1985 – Tancredo Neves, 75, brasiliansk jurist och politiker, Brasiliens justitieminister 1953–1954, premiärminister 1961–1962 och vald men ej tillträdd president 1985
- 1990 – Frank J. Lausche, 94, amerikansk demokratisk politiker och jurist, guvernör i Ohio 1945–1947 och 1949–1957 samt senator för samma delstat 1957–1969
- 1992 – Väinö Linna, 71, finländsk författare
- 1996 – Dzjochar Dudajev, 52, tjetjensk militär och politiker, Tjetjeniens president sedan 1994 (dödad)
- 1998
  - Jean-François Lyotard, 73, fransk filosof och litteraturvetare
  - Egill Jacobsen, 87, dansk konstnär
- 1999 – Charles Rogers, 94, amerikansk skådespelare
- 2003 – Eunice Kathleen Waymon, 70, amerikansk blues- och soulsångare med artistnamnet Nina Simone
- 2004 – Karl Hass, 91, tysk SS-Sturmbannführer
- 2006 – Claës Palme, 88, svensk advokat och sjörättsexpert
- 2010 – Juan Antonio Samaranch, 89, spansk sportadministratör, Internationella olympiska kommitténs ordförande 1980–2001
- 2011
  - Annalisa Ericson, 97, svensk skådespelare, dansare och revyartist
  - Harold Garfinkel, 93, amerikansk sociolog
- 2012 – Charles ”Chuck” Colson, 80, amerikansk rådgivare till president Richard Nixon, dömd för inblandning i Watergateaffären och senare evangelist
- 2013
  - Chrissy Amphlett, 53, australisk skådespelare och sångare i gruppen Divinyls
  - Osman El-Sayed, 83, egyptisk brottare
- 2016 – Prince Rogers Nelson, 57, amerikansk musiker med artistnamnet Prince
- 2019 – Ken Kercheval, 83, amerikansk skådespelare
- 2020 – Florian Schneider-Esleben, 73, tysk musiker och medgrundare av den tyska elektroniska musik-gruppen Kraftwerk
- 2025 – Franciskus, 88, romersk-katolska kyrkans påve sedan 2013